# Melvin Booker
Melvin Jermaine Booker (ur. 20 sierpnia 1972 w Pascagoula) – amerykański koszykarz występujący na pozycji rozgrywającego.

## Historia
Na początku lat 90. grał przez cztery lata w uczelnianym zespole na Uniwersytecie Missouri – Missouri Tigers. Potem grał dla trzech zespołow z ligi CBA – Hartford Hellcats, Pittsburgh Piranhas i Gran Rapids Mackers.
Dzięki temu trafił do NBA – sięgnęło po niego Houston Rockets, ale w barwach Rakiet zagrał tylko jedenaście spotkań. Rzucał średnio tylko 4 pkt., a najwięcej zdobył punktów w przegranym meczu z Minnesotą Timberwolves 103:108, kiedy zakończył mecz z wynikiem 9 "oczek".
Potem ponownie znalazł się w lidze CBA, ale szybko do NBA powrócił. W grudniu 1996 roku podpisał dwutygodniowy kontrakt z Denver Nuggets, ale zagrał tylko w sześciu meczach, zdobywając średnio 1 pkt. W marcu 1997 roku na podobnych warunkach zatrudniło go Golden State Warriors, ale trzecie podejście Bookera do NBA było znacznie bardziej udane. Zagrał w 16 meczach, zdobywał śr. 7,3 pkt i miał 3,1 asysty na mecz. Przygoda z Wojownikami trwała 31 dni, ale przez ten czas Booker potrafił zagrać na nosie swojemu byłemu pracodawcy. Dwukrotnie jego Golden State zagrało z Denver Nuggets, a Booker miał swój wkład w zwycięskich meczach. W pierwszym, wygranym 109:107 w Denver, Booker zdołał zdobyć 9 pkt, zaliczyć 4 zbiórki i mieć 6 asyst, w drugim, wygranym 103:93 w Oakland, skończył mecz z 12 pkt, 7 asystami i 3 zbiórkami, grając pełne 48 minut! Najwięcej punktów rzucił jednak dzień wcześniej, kiedy Golden State przegrało z Phoenix Suns 97:105. Booker rzucił w 42 minuty 16 pkt.
Po grze w NBA wyjechał do Włoch, gdzie podpisał kontrakt ze Scavolini Pesaro. Jednak z powodu kontuzji już w styczniu 1998 roku został zwolniony. Do gry wrócił dwa miesiące później, podpisując umowę z Olimpią Milano. Półtora roku później, latem 1999, wyjechał do Mediolanu, próbując ponownie swoich sił w Pesaro.
Grał tam trzy sezony, wyjeżdżając po sezonie 2001/02 do Turcji. Przez kolejne dwa sezony grał w Ulkerze Stambuł po czym zdecydował się odejść do rosyjskiej ligi – tam występował w barwach Chimki Moskwa. Trzy lata później wrócił jednak do Włoch, związając się roczną umową z Olimpią Milano.

## Osiągnięcia
Na podstawie, o ile nie zaznaczono inaczej.
NCAA
- Uczestnik rozgrywek:
  - Elite 8 turnieju NCAA (1994)
  - II rundy turnieju NCAA (1992, 1994)
  - turnieju NCAA (1992–1994)
- Mistrz:
  - turnieju konferencji Big Eight (1991, 1993)
  - sezonu zasadniczego Big Eight (1994)
- Koszykarz roku konferencji Big Eight (1994)
- Zaliczony do:
  - I składu Big Eight (1993, 1994)
  - II składu All-American (1994)

Drużynowe
- Wicemistrz:
  - FIBA EuroCup (2006)
  - Rosji (2006)
  - Turcji (2003, 2004)
  - turnieju FIBA International Christmas Tournament (2003)
- 3. miejsce:
  - w FIBA Europe League (2005)
  - podczas mistrzostw Rosji (2007)
- Zdobywca pucharu:
  - Turcji (2003, 2004)
  - Prezydenta Turcji (2002, 2003)
  - Finalista:
  - pucharu:
    - Saporty (1999)
    - Włoch (2001)
    - Rosji (2006)

  - Superpucharu Włoch (2001)

Indywidualne
- Uczestnik meczu gwiazd ligi włoskiej (2000)
- Lider ligi tureckiej w skuteczności rzutów wolnych (2003)